# پولاوی
پولاوی (انگلیسی: Puławy) شرکت صنایع شیمیایی لهستانی است، که در سال ۱۹۶۶ تأسیس شد.